# 나사촌
나사촌(奈佐村)은 효고현 기노사키군에 설치되었던 촌이다. 현재의 도요오카시에 해당한다.

## 역사
- 1889년 4월 1일 - 정촌제 시행에 의해 11촌의 구역을 가지고 성립하였다.
- 1955년 4월 1일 - 도요오카시에 편입, 동일 미나토촌은 폐지되었다.

## 참고문헌
- 「角川日本地名大辞典」編纂委員会 編『角川日本地名大辞典』 28（兵庫県）、角川書店、1988年10月。ISBN 4-04-001280-1。
- 小谷茂夫『但馬国の小さな村の物語 奈佐谷の歴史』但馬文化協会、2006年1月。 NCID BB26607852。
- 兵庫県豊岡市総務部総務課 編『豊岡市統計書』 令和元年版、兵庫県豊岡市総務部総務課、2020年2月。国立国会図書館サーチ：R100000001-I28111103411831。